# Kaduna Challenger 1981
Il Kaduna Challenger 1981 è stato un torneo di tennis facente parte della categoria ATP Challenger Series nell'ambito dell'ATP Challenger Series 1981. Il torneo si è giocato a Kaduna in Nigeria dal 9 al 15 marzo 1981 su campi in terra rossa.

## Vincitori

### Singolare
Gianluca Rinaldini ha battuto in finale  Gerald Mild con il punteggio di 6–3, 6–4

### Doppio
Junie Chatman /  Mark Vines hanno battuto in finale  Ian Harris /  Craig Wittus con il punteggio di 6–1, 6–2